# عمر بن حسن آل الشيخ
عمر بن حسن آل الشيخ (1319 هـ -1901م / 1395 هـ - 1975م) عالم شرعي، وواعظ ومحتسب سعودي، من نسل الشيخ محمد بن عبد الوهاب.

## نسبه
أبوه هو حسن بن حسين بن على بن حسين بن محمد بن عبد الوهاب، وعائلته من آل مشرف عشيرة من المعاضيد من فخذ آل زاخر الذين هم بطن من الوهبة من بني حنظلة من قبيلة بني تميم.

## طلبه للعلم
دخل عمر الكتاتيب في مدينة الرياض وهو في سن التمييز، وكانت الكتاتيب في ذلك الوقت لا تتجاوز في تعليمها قراءة القرآن في المصحف وتعليم مبادئ الخط. وبعد أن انتهى من هذه المرحلة، وكل به والده المقرئ البطيحي فصار يدرسه قواعد التجويد ويلقنه القراءة، فحفظ القرآن وهو لم يبلغ العاشرة من عمره. ثم بدأ في طلب العلم فعني بحفظ المتون فحفظ كتاب التوحيد وكشف الشبهات وآداب المشي إلى الصلاة والآجرومية والرحبية. صار يقرأ هذه المتون على والده في أثناء حفظه لها، ثم بدأ يقرأها على الشيخ عبد الله بن عبد اللطيف فقرأ عليه مجموعة التوحيد ثلاث مرات كما قرأ عليه صحيح البخاري وسنن الترمذي وتهذيب السنن وعقيدة الطحاوي.
وبعد هذا صار عمر يقرأ على والده الشيخ حسن النحو وكتبه ألفية ابن مالك وقطر الندى وشرحه وشرح الفاكهي ونظم الرحبية وشروحها. وقرأ على الشيخ حمد بن فارس النحو والفقه، وزاد المستنقع وشرحه. وقرأ على الشيخ سعد بن عتيق تفسير ابن كثير ومسند الإمام أحمد ورد الشيخ عبد الله أبا بطين على داود بن جرجيس والفتاوى المصرية للعالم ابن تيمية.

## حياته العلمية
كلف آل الشيخ من قبل عبد الرحمن بن فيصل بن تركي آل سعود القيام بالأمر بالمعروف والنهي عن المنكر مساعدة للشيخ عبد العزيز بن عبد اللطيف وهو ولم يبلغ العشرين من عمره. ثم ولاه الملك عبد العزيز رئاسة هيئتي الأمر بالمعروف بنجد والمنطقة الشرقية عام 1345 هـ. استمر في هذا المنصب إلى وفاته, وكان مقلا في التأليف فلم يؤثر عنه إلا الرسائل والأجوبة العلمية التي جمعت له. وكان يتعاطى النظم وكان نظمه لا يخرج عن نظم العلماء، وله مجموعة رسائل وأجوبة علمية تبلغ ثلاث مجلدات.

## أبناؤه
خلف الشيخ عمر ستة أبناء وهم: الشيخ حسن وحسين وعبد الله وعبد العزيز ومحمد وعبد المجيد. وأربعة من البنات وهن: سارة والجوهرة ولطيفة وشيخة.

## وفاته
كان عمر آل الشيخ يعاني من مرض الربو منذ زمن، يخف عليه ثم يعود. اشتد عليه المرض حتى أنهكه واشتد وطأته عليه وهو في الطائف ثم توفي في ليلة الأحد الثالث والعشرين من شهر رمضان عام 1395 هـ الموافق التاسع والعشرين من سبتمبر عام 1975 عن ستة وسبعين عاما. وصلي عليه بعد صلاة الظهر في مسجد ابن عباس وحضر الصلاة عليه خالد بن عبد العزيز آل سعود وفهد بن عبد العزيز آل سعود. وبعد الصلاة عليه نقل جثمانه على طائرة خاصة إلى مدينة الرياض حيث أقيمت الصلاة عليه هناك في جامع الرياض الكبير. ودفن بعدها في مقبرة العود.